# Federazione di pattinaggio dell'Austria
La Federazione di pattinaggio dell'Austria (deː Oesterreichischer Rollsportverband) è l'organo nazionale austriaco che governa e gestisce tutti gli sport rotellistici ed ha lo scopo di organizzare, disciplinare e sviluppare tali discipline.

L'ente ha la sede a Innsbruck.

## Discipline
Le discipline ufficialmente affiliate alla federazione sono le seguenti:
- Hockey su pista
- Hockey in linea
- Pattinaggio freestyle
- Pattinaggio artistico
- Pattinaggio corsa
- Skateboard
- Skiroll